# 昌化軍
昌化军，中国宋朝的行政区划——军。
宋神宗熙宁六年（1073年）改儋州设昌化军，治所在义伦县（今海南省儋州市西北旧儋县）。辖境相当今海南省儋州、昌江县、东方县等市县地。下辖三县：宜伦、昌化、感恩。宋高宗绍兴六年（1136年），废昌化军、万安军、吉阳军三军为县，隶琼州。十三年（1143年），为军使，十四年（1144年）复为昌化军，以属县还隶本军。宋理宗端平年间改名南寧軍。元丰八百五十三户。贡高良姜。元丰贡银。